# Энигмозавр
Энигмозавр (лат. Enigmosaurus) — род растительноядных тероподных динозавров из семейства теризинозаврид, живших во времена позднемеловой эпохи на территории современной Монголии. Включает единственный — вид Enigmosaurus mongoliensis.
В 1970-х годах в Монголии в Chara Choetoel были найдены кости динозавра. В 1979 году о находке сообщили Ринчену Барсболду. В 1980 году Барсболд и Алтангерел Пэрлэ определили, что кости принадлежат неизвестному виду. В 1983 году остатки были описаны ими же как новый вид Enigmosaurus mongoliensis и род Enigmosaurus. Название рода происходит от др.-греч. αἴνιγμα — «загадка», так как на то время представляла собой очень странную форму ископаемых. Видовое название ссылается на то, что находка была сделана в Монголии.
Голотип IGM 100/84 был найден в слоях баянширэнской свиты (сеноман — сантон), датированных примерно 90 млн лет. Он состоит из частично сохранившегося таза с крестцом и лобковой кости. В 2006 году в исследовании Линдси Занно уточняется, что материал также содержит некоторые рёбра и локтевую кость. Бедренная кость, найденная в той же области, что и другие ископаемые остатки, также отнесена к голотипу. Голотип, вероятно, представляет собой взрослую особь.
Из-за малого количества остатков, точный размер энигмозавра определить невозможно. Можно сделать предположительную оценку длины: основываясь на подвздошной кости, которая составляет 65 сантиметров, животное могло достигать около 5 метров и весить не менее тонны.
Первоначально энигмозавр в 1983 году в результате исследований был отнесён в семейство Enigmosauridae, однако позже Джоном Филиппом Карри был помещён в кладу Segnosauridae, таксон в настоящее время устаревший и являющийся синонимом теризинозаврид. Анализ, проведённый Занно и опубликованный в 2010 году, также показал его базальным членом семейства теризинозаврид.